# فرودگاه بین‌المللی مونترآل-پییر الیوت ترودو
فرودگاه بین‌المللی مونترآل-پییر الیوت ترودو (به انگلیسی: Montréal-Pierre Elliott Trudeau International Airport) (به زبان فرانسه : Aéroport international Pierre-Elliott-Trudeau de Montréal) یک فرودگاه همگانی باربری با کد یاتا YUL است که یک باند فرود آسفالت و بتن دارد و طول باند آن ۳۳۵۳ متر است. این فرودگاه در شهر مونترآل کشور کانادا قرار دارد و در ارتفاع ۳۶ متری از سطح دریا واقع شده‌است.

## شرکت‌های هواپیمایی و مقصدهای پروازی

### مسافری

A map of all countries served as destinations of Montréal–Pierre Elliott Trudeau International Airport (YUL), including future and seasonal destinations.

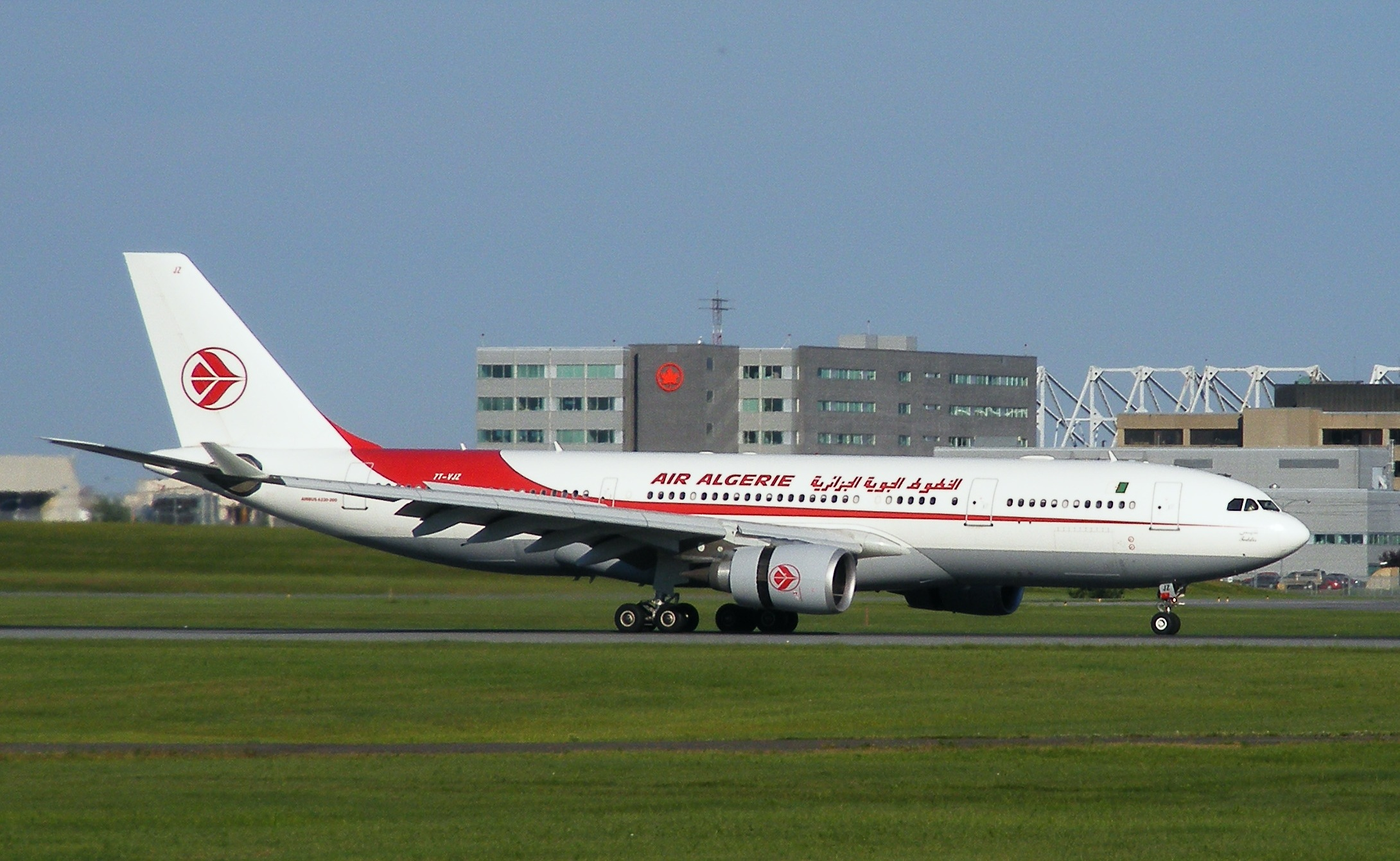
هواپیمایی الجزایر ایرباس ای۳۳۰ landing at Montréal-Trudeau from هواری بومدین.

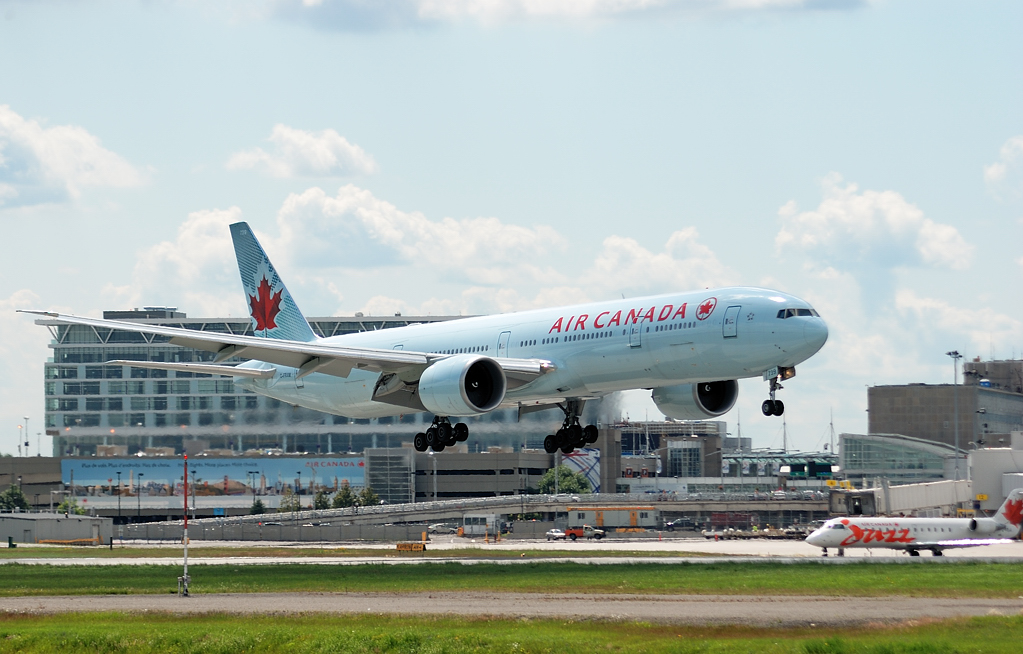
ایر کانادا بوئینگ ۷۷۷ landing at Montréal-Trudeau from فرانکفورت.

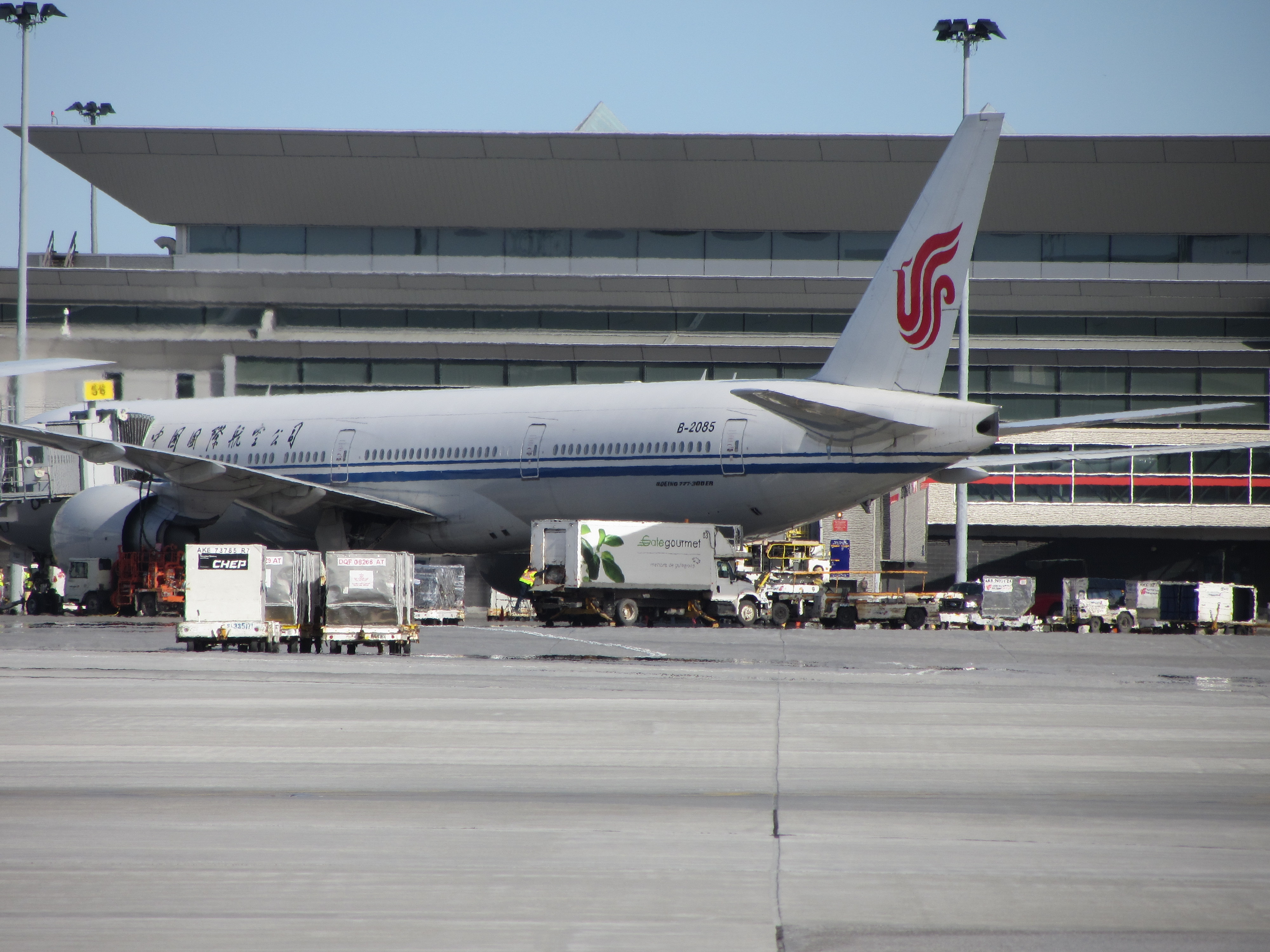
ایر چاینا بوئینگ ۷۷۷ at gate 56 in Montreal Airport just arrived from پکن.

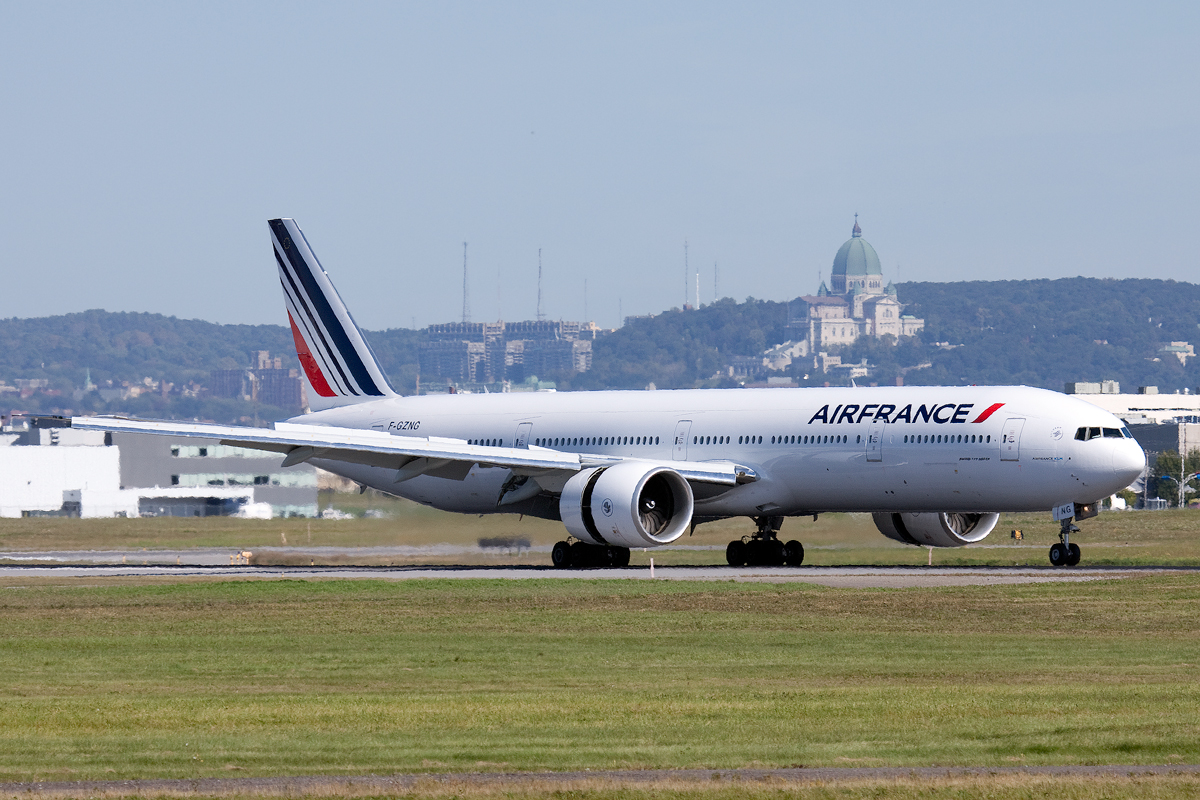
ایر فرانس بوئینگ ۷۷۷ landing at Montreal-Trudeau from شارل دوگل پاریس.

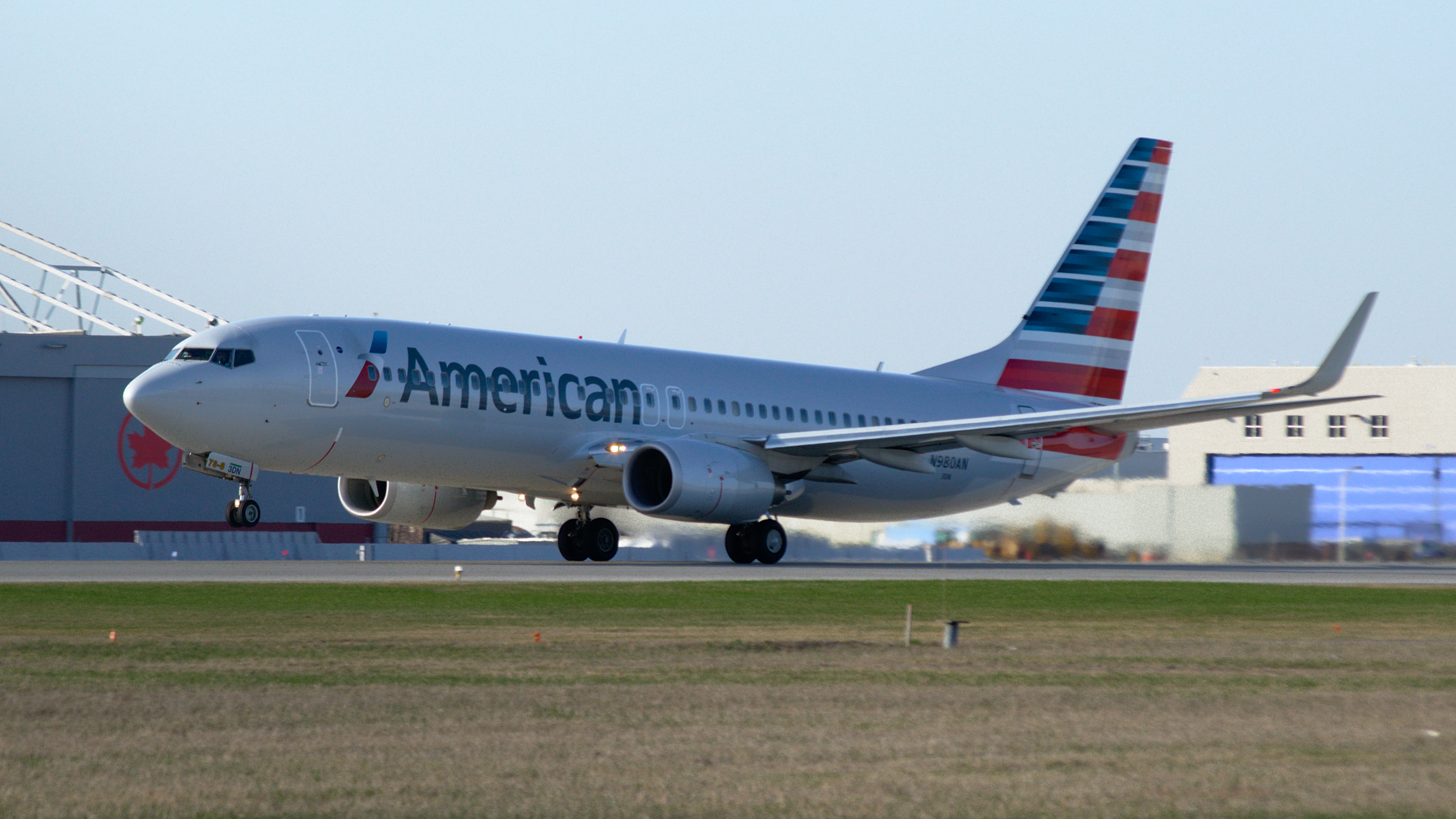
An امریکن ایرلاینز بوئینگ ۷۳۷ نسل بعدی taking off from Montréal–Trudeau.

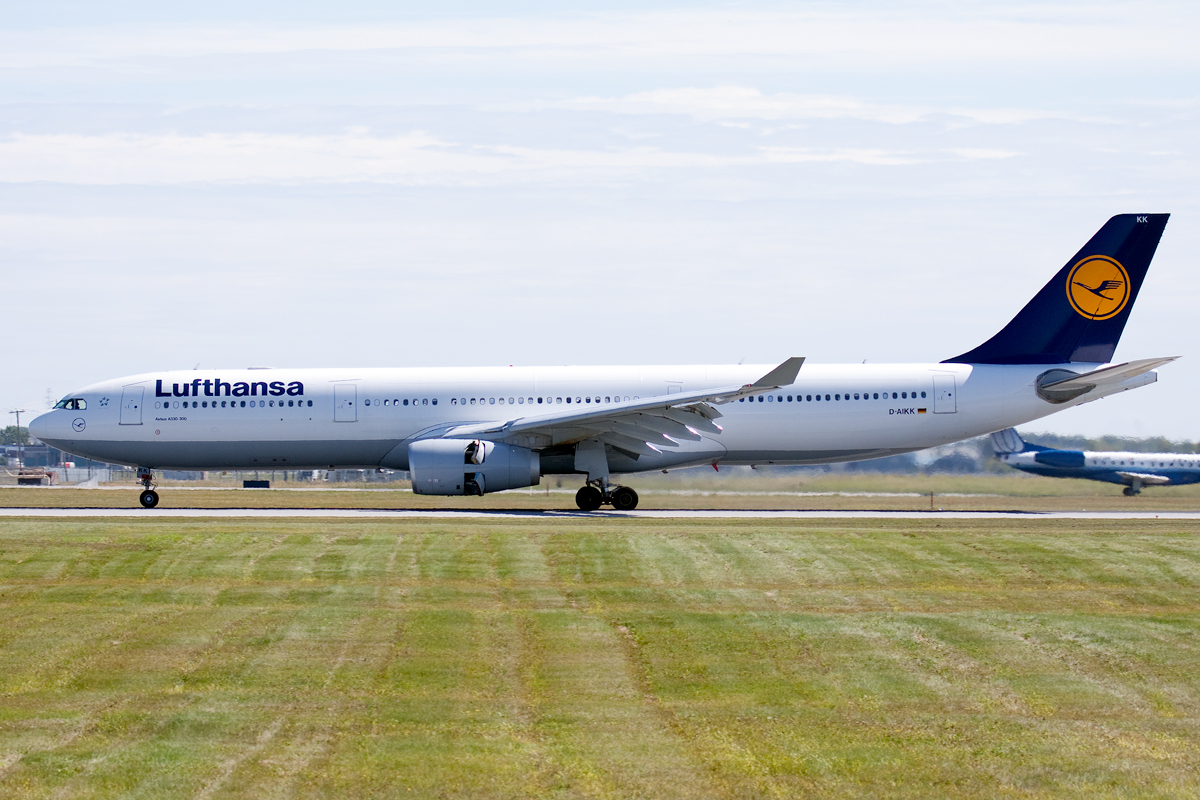
لوفت‌هانزا ایرباس ای۳۳۰ landing at Montréal Airport from مونیخ.

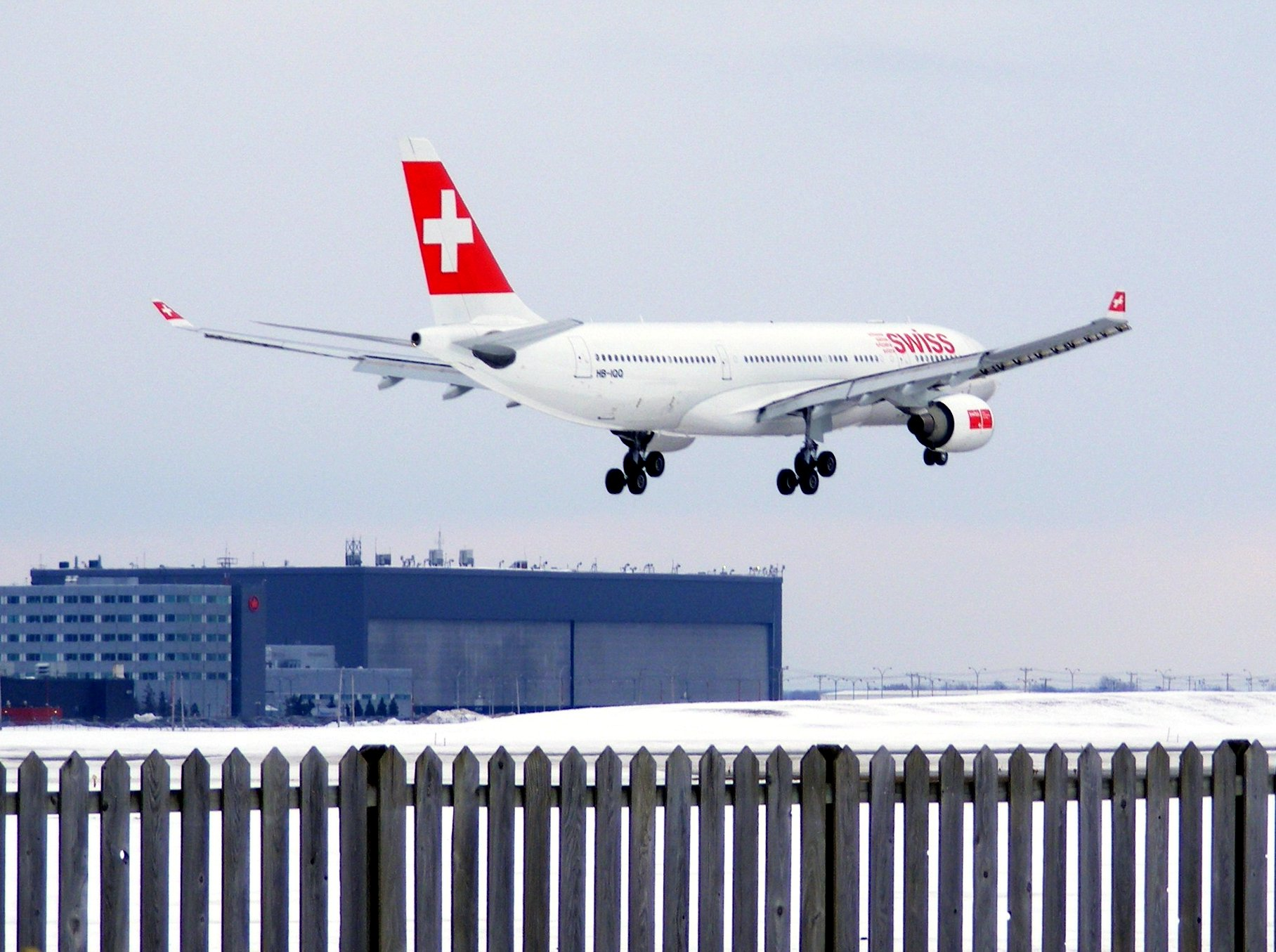
سوئیس اینترنشنال ایرلاینز ایرباس ای۳۳۰ landing at Montréal Airport from زوریخ.

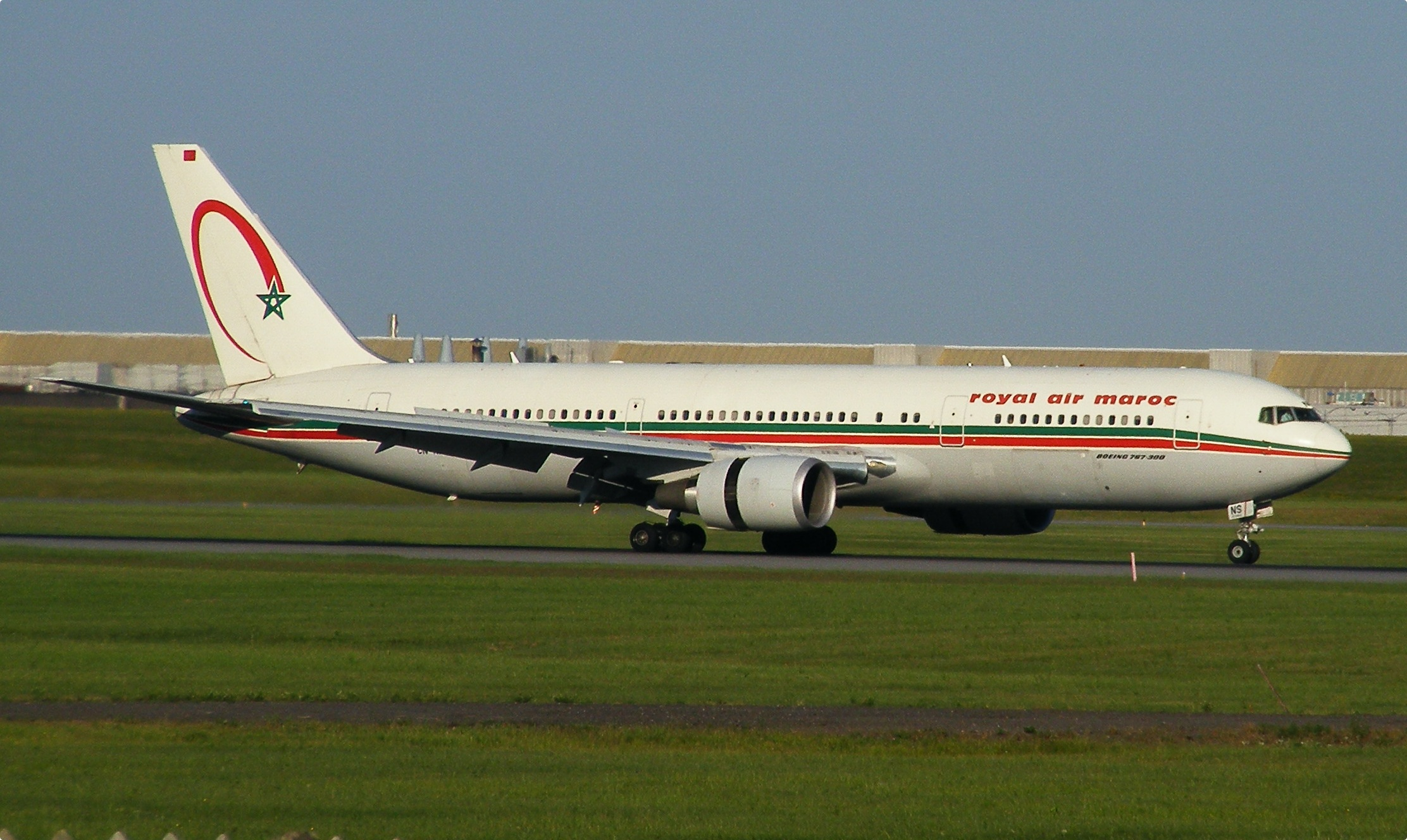
هواپیمایی پادشاهی مراکش بوئینگ ۷۶۷ landing at Montreal Airport from محمد پنجم.

| شرکت‌های هواپیمایی                      | مقصدهای پروازی |
| -------------------------------------- | --- |
| آئرومکزیکو                             | مکزیکو سیتی |
| هواپیمایی الجزایر                      | هواری بومدین |
| ایر کانادا                             | بروکسل، کالگری، ادمونتون، فرانکفورت، ژنو، هلفکس استانفیلد، هیترو لندن، لس‌آنجلس، لیون-سینت اگزوپری، لاگواردیا، مک‌دونالد-کارتیر اتاوا، شارل دوگل پاریس، سنت جان، سانفرانسیسکو، شانگهای پودنگ، پیرسون تورنتو، ونکوور فصلی: گرانتلی ادمز، اوهر شیکاگو، دنور، ساوثوست فلوریدا (برقراری مجدد از ۱۴ دسامبر ۲۰۱۷), سنگستر، لیندن پیندلینگ (برقراری مجدد از ۲۰ دسامبر ۲۰۱۷)، پراویدنشیالز، لئوناردو دا وینچی-فیومیچینو، لوئیز مونز مارین، هوانورا، بن گوریون، پام بیچ |
| Air Canada Express                     | سی‌اف‌بی باگوتویل، بای-کوماو، بثرست، لوگان، شارلوت‌تاون، اوهر شیکاگو، دالاس-فورت ورث، فردریکتون، گاسپی، هلفکس استانفیلد، جان سی. منرو همیلتن، بردلی، جرج بوش، ایلس-د-لا-مادلین، گریتر مانکتن، مون-ژولی، لیبرتی نیوآرک، لاگواردیا، مک‌دونالد-کارتیر اتاوا، فیلادلفیا، ژان لوساژ شهر کبک، روین‌نرندا، سنت جان، سنت جان، سپت‌ائیلس، شهری بیلی بیشاپ تورنتو، پیرسون تورنتو، ول-د ار، وابش، دالس واشینگتن، ملی رونالد ریگان واشینگتن، وینیپگ جیمز آرمسترانگ ریچاردسون فصلی: دنور |
| ایر کانادا روژ                         | کانکون، کینتانا رو، محمد پنجم، خاردینز دل ری، کوزومل، مارتینیک امه سزر، فورت لادردیل–هالیوود، فرنک پئیز، مک‌کاران، میامی، اورلاندو، پوانت آ پیتر، توسن لوورتور، گریگوریو لوپرون، پونتا کانا، سامانالف ال کتی، سان سالوادور، آبل سانتاماریا، تمپا، خوآن گئوآلبرتو گومس فصلی: هواری بومدین، آتن، بارسلونا-ال پرات، شارلوت‌تاون، هاتو، ایکستاپا-سیواتانخو، لا رومانا، دنیل اودوبر کیروش، خورخه چاوز (آغاز از ۱۶ دسامبر ۲۰۱۷), مارسی پروانس، مکزیکو سیتی، نیس کوت دازور، فینکس اسکای هاربر (آغاز از ۲۲ فوریه ۲۰۱۸), ال آی سی. گوستاو دیاز اورداز، کفلاویک، خوآن سانتاماریا، ونیز مارکو پولو |
| ایر چاینا                              | پکن، خوزه مارتی |
| Air Creebec                            | چیبووگاماو/چاپایس، چیساسیبی، ایستمین ریور، کویواراپیک، نمیسکو، ول-د ار، واسکاگانیش، ومینجی |
| ایر فرانس                              | شارل دوگل پاریس |
| ایر اینویت                             | کویواک، کویواراپیک، لا گراند ریوییر، پوویرنیتوک، ژان لوساژ شهر کبک، لا گراند ریوییر، سللویت، سپت‌ائیلس |
| ایر سن-پیر                             | سن-پیر |
| Air Transat                            | ایگناسیو اگرامنته، کانکون، کینتانا رو، خاردینز دل ری، ویلو آکونیا، فورت لادردیل–هالیوود، فرنک پئیز، لا رومانا، لیسبون پورتلا، مالاگا، سنگستر، اورلاندو، شارل دوگل پاریس، توسن لوورتور، گریگوریو لوپرون، ال آی سی. گوستاو دیاز اورداز، پونتا کانا، ریو هاتو، خوآن مانوئل گالوس، سامانالف ال کتی، آبل سانتاماریا، پرینسس جولیانا، پیرسون تورنتو، ونکوور، خوآن گئوآلبرتو گومس فصلی: ژنرال خوان آلوارز، آتن، بارسلونا-ال پرات، بازل-مولوز-فرایبورگ اروپا، بوردو–مریگناک، بروکسل، رافائل ناندز، کوزومل، دوبلین، مارتینیک امه سزر، خوزه مارتی، ایکستاپا-سیواتانخو، دنیل اودوبر کیروش، گاتویک، لیون-سینت اگزوپری، مادرید-باراخاس، اوگوستو سزار ساندینو، مارسی پروانس، نانت آتلانتیک، نیس کوت دازور، پوانت آ پیتر، فرنسیسکو جسا کارنئیرو، پراگ رازیون، ژان لوساژ شهر کبک، لئوناردو دا وینچی-فیومیچینو، روین‌نرندا، گوستاو روجاس پینیلا، خوآن سانتاماریا، السالوادور، لا امریکاس (آغاز از ۲۳ دسامبر ۲۰۱۷), لوئیز مونز مارین (آغاز از ۲۴ دسامبر ۲۰۱۷), هوانورا، تمپا (آغاز از ۱۸ فوریه ۲۰۱۸), بن گوریون، تولوز-بلانیاک، ونیز مارکو پولو |
| امریکن ایرلاینز                        | میامی |
| امریکن ایگل                            | شارلوت داگلاس، اوهر شیکاگو، دالاس-فورت ورث، جان اف کندی، لاگواردیا، فیلادلفیا |
| Azores Airlines                        | فصلی: لیسبون پورتلا، ژان پائولو دوم |
| بریتیش ایرویز                          | هیترو لندن |
| کوپا ایرلاینز                          | توکومن |
| کورس‌ایر اینترنشنال                     | فصلی: اورلی |
| هواپیمایی کوبا                         | ایگناسیو اگرامنته، خاردینز دل ری، ویلو آکونیا، خائیمه گنزالز، خوزه مارتی، فرنک پئیز، آبل سانتاماریا، آنتونیو ماکئو، خوآن گئوآلبرتو گومس |
| دلتا ایرلاینز                          | فصلی: هارتسفیلد-جکسون آتلانتا |
| دلتا کانکشن                            | هارتسفیلد-جکسون آتلانتا، متروپولیتن شهرستان وین دیترویت، مینیاپولیس−سنت پل، جان اف کندی، لاگواردیا |
| First Air                              | ایکالیوت، کویواک |
| ایسلندایر                              | فصلی: کفلاویک |
| Interjet                               | کانکون، کینتانا رو، مکزیکو سیتی |
| کاال‌ام                                 | اسخیپول آمستردام |
| لوفت‌هانزا                              | مونیخ |
| لوفت‌هانزا اجرا توسط لوفت‌هانزا سیتی‌لاین | فصلی: فرانکفورت |
| NextJet اجرا توسط پروپ‌ایر              | چارتر: انحصاری گاتینو-اتاوا، منطقه واترلو، پیترزبورگ |
| پورتر ایرلاینز                         | هلفکس استانفیلد، لا ماکازا – مون ترامبلان، شهری بیلی بیشاپ تورنتو |
| پروونشل ایرلاینز                       | ژان لوساژ شهر کبک، سپت‌ائیلس، وابش |
| هواپیمایی قطر                          | حمد |
| هواپیمایی پادشاهی مراکش                | محمد پنجم |
| الملکیه الاردنیه                       | ملکه علیا |
| سان‌وینگ ایرلاینز                       | ایگناسیو اگرامنته، کانکون، کینتانا رو، خاردینز دل ری، فرنک پئیز، سنگستر، گریگوریو لوپرون، پونتا کانا، آبل سانتاماریا، پرینسس جولیانا، خوآن گئوآلبرتو گومس فصلی: ژنرال خوان آلوارز، کویین بیاتریکس، ویلو آکونیا، کوزومل، فورت لادردیل–هالیوود، گرند باهاما، باهیاس د هواتولکو، ایکستاپا-سیواتانخو، گلسون، لا رومانا، دنیل اودوبر کیروش، سیرا میسترا، ال آی سی. گوستاو دیاز اورداز، ریو هاتو، خوآن مانوئل گالوس، لوس کابوس، آنتونیو ماکئو، هوانورا (آغاز از ۱۶ دسامبر ۲۰۱۷) |
| سوئیس اینترنشنال ایرلاینز              | زوریخ |
| تونس ایر                               | تونس قرطاج |
| ترکیش ایرلاینز                         | آتاترک |
| یونایتد اکسپرس                         | اوهر شیکاگو، لیبرتی نیوآرک، دالس واشینگتن |
| وست جت                                 | کالگری، فورت لادردیل–هالیوود، پیرسون تورنتو، ونکوور فصلی: کانکون، کینتانا رو، ادمونتون، اورلاندو، وینیپگ جیمز آرمسترانگ ریچاردسون |
| WestJet Encore                         | لوگان (آغاز از ۱۵ اکتبر ۲۰۱۷), هلفکس استانفیلد، ژان لوساژ شهر کبک، پیرسون تورنتو |
| واو ایر                                | کفلاویک |

### باری

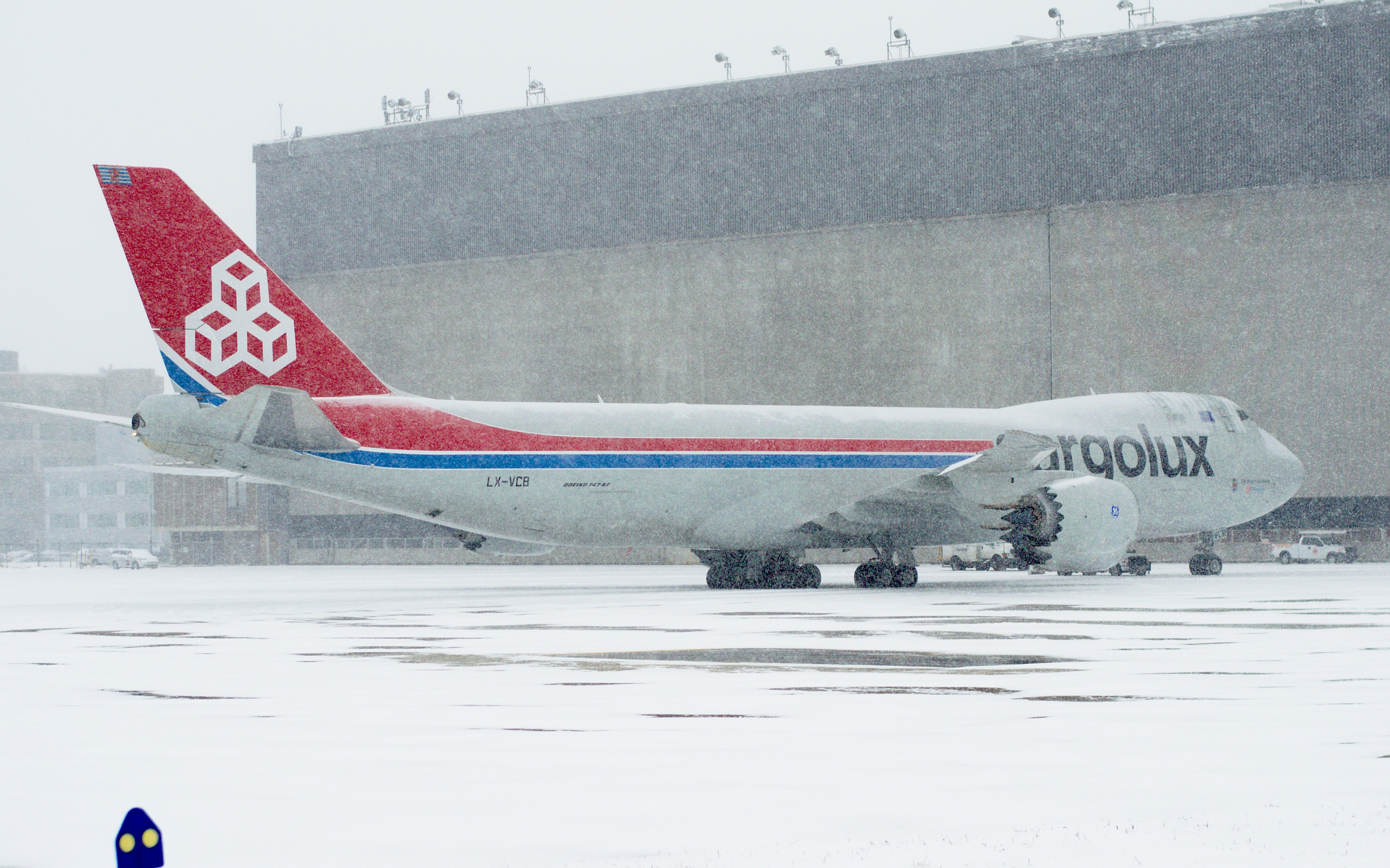
Cargolux Boeing 747-8 at Air Canada Base during a snowstorm.

| شرکت‌های هواپیمایی | مقصدهای پروازی      |
| ----------------- | ------------------- |
| Ameriflight       | بوفالو نیاگارا      |
| گلنکور            | کاتینیک دونالدوسن   |
| اسکای‌لینک اکسپرس  | جان سی. منرو همیلتن |